# Werner Vogel (Chemiker)
Werner Vogel (* 21. Juli 1925 in Sparnberg; † 10. März 2018) war ein deutscher Chemiker auf dem Gebiet der Glaschemie.

## Leben
Werner Vogel wuchs in Sparnberg auf und machte 1943 das Notabitur an der Oberrealschule in Hof (Saale). Im Alter von 19 Jahren erlitt er eine schwere Kriegsverletzung, die zum Verlust des linken Beins führte. 1945 begann er das Studium der Chemie an der wiedereröffneten Friedrich-Schiller-Universität Jena; konkret studierte er Agrikulturchemie, da eine Immatrikulation in Industriechemie durch Kontrollratsbeschluss nicht möglich war. 1950 erlangte er seinen Abschluss und arbeitete anschließend im Institut für Physikalische Chemie bei Professor E. Kordes, bei dem er bereits seine Diplomarbeit „Gefrierpunktserniedrigung von Salzschmelzen“ anfertigte. Bereits 1952 promovierte er zur „Struktur und Eigenschaften von Phosphatgläsern“.
1953 begann Vogel im chemische Laboratorium der VEB Jenaer Glaswerk Schott & Gen. (bis 1945 Hauptsitz der Schott AG) mit Untersuchungen zum Material Glas. Mit elektronenmikroskopischen Untersuchungen zu Phasentrennungserscheinungen in Gläsern wurde er bereits damals international bekannt. So wurde er 1961 zum Mitglied der „American Ceramic Society“ ernannt. Seine Ergebnisse flossen 1963 in seine Habilitation zum Thema „Neue Erkenntnisse zur Struktur und zum Kristallisationsverhalten der Gläser“ sowie sein erstes Fachbuch von 1965, das ebenfalls international beachtet wurde.
Ab 1961 erhielt er einen Lehrauftrag für Vorlesungen über glaschemische Probleme an der Universität Jena und wurde 1964 zum Honorardozenten für Physikalische Chemie ernannt. Unterstützt durch Heinz Dunken, Professor für Physikalische Chemie, und Günther Drefahl, zu der Zeit Rektor der Friedrich-Schiller-Universität, wurde Vogel 1966 auf den neugeschaffenen Lehrstuhl für Glaschemie berufen. Als Nachfolger von Alfred Rieche wurde er 1967 Direktor des Instituts für Technische Chemie, das unter Vogel auf die Glaschemie ausgerichtet wurde. Seit 1969 führt der Forschungsbereich den Namen Otto-Schott-Institut. Die Leitungsfunktion behielt Vogel bis zu seiner Emeritierung Ende 1990.
Zu Vogels Werk zählen über 200 Publikationen und mehr als 60 Patente. Zu den von ihm ausgebildeten Glaswissenschaftlers gehören u. a. fünf spätere Professoren. Er erhielt mehrere wissenschaftliche Ehrungen wie bereits 1966 den Friedrich-Wöhler-Preis der Chemische Gesellschaft der DDR. Im Jahr 1970 erhielt er für seine Verdienste auf dem Gebiet der Glasforschung den Nationalpreis der DDR III. Klasse für Wissenschaft und Technik. 1991 erhielt er gemeinsam mit Hideo Hosono den Otto-Schott-Forschungspreis. Zudem wurden Vogel die Ehrendoktorwürden der TH
Merseburg und der TU Clausthal verliehen.

## Veröffentlichung
- Werner Vogel: Struktur und Kristallisation der Gläser. 1. Auflage. VEB Deutscher Verlag für Grundstoffindustrie, Leipzig 1965.
- Werner Vogel: Glaschemie. 3. Auflage. Springer, Berlin 1992, ISBN 3-540-55171-9.